# Státní statistická služba
Státní statistická služba je ve smyslu zákona č. 89/1995 Sb., o státní statistické službě, ve znění pozdějších předpisů, činnost, která zahrnuje jak získávání údajů, vytváření statistických informací o sociálním, ekonomickém, demografickém a ekologickém vývoji České republiky, tak poskytování statistických informací a jejich zveřejňování.
Součástí státní statistické služby je rovněž zajišťování srovnatelnosti statistických informací a plnění závazků z mezinárodních smluv v oblasti statistiky, kterými je Česká republika vázána. Nositelem činnosti státní statistické služby je Český statistický úřad a další rezortní organizace, na kterých je zřízeno pracoviště státní statistické služby.